# Rusina obscura
Rusina obscura là một loài bướm đêm trong họ Noctuidae.